# 三条西公保
三条西 公保（さんじょうにし きみやす）は、室町時代前期から中期にかけての公卿。三条西家3代当主。
内大臣・正親町三条公豊の子。2代当主の権中納言・三条西実清が早世したため跡を継いだ。官位は従一位・内大臣。

## 官職歴
- 左近衛中将
- 応永25年12月2日（1418年12月29日） - 応永26年12月5日（1419年12月21日）　参議
- 応永26年3月10日（1419年4月5日） - 応永26年12月5日（1419年12月21日）　能登権守
- 応永26年12月5日（1419年12月21日） - 応永35年3月30日（1428年4月14日）　権中納言
- 応永35年3月30日（1428年4月14日） - 文安5年正月29日（1448年3月4日）　権大納言
- 永享4年8月24日（1432年9月18日） - 宝徳2年5月14日（1450年6月23日）　陸奥出羽按察使
- 宝徳2年5月14日（1450年6月23日） - 宝徳2年6月22日（1450年7月30日）　内大臣

## 位階歴
- 正四位下
- 応永26年4月14日（1419年5月8日）　従三位
- 応永29年正月5日（1422年1月27日）　正三位
- 応永32年正月5日（1425年1月24日）　従二位
- 永享9年正月5日（1437年2月10日）　正二位
- 宝徳3年正月5日（1451年2月6日）　従一位

## 系譜
- 父：正親町三条公豊（1333-1406）
- 母：不詳
- 養父：三条西実清（1372-1406）
- 妻：甘露寺房長の娘
  - 次男：三条西実隆（1455-1537）
- 生母不明の子女
  - 男子：三条西実連